# 극작가

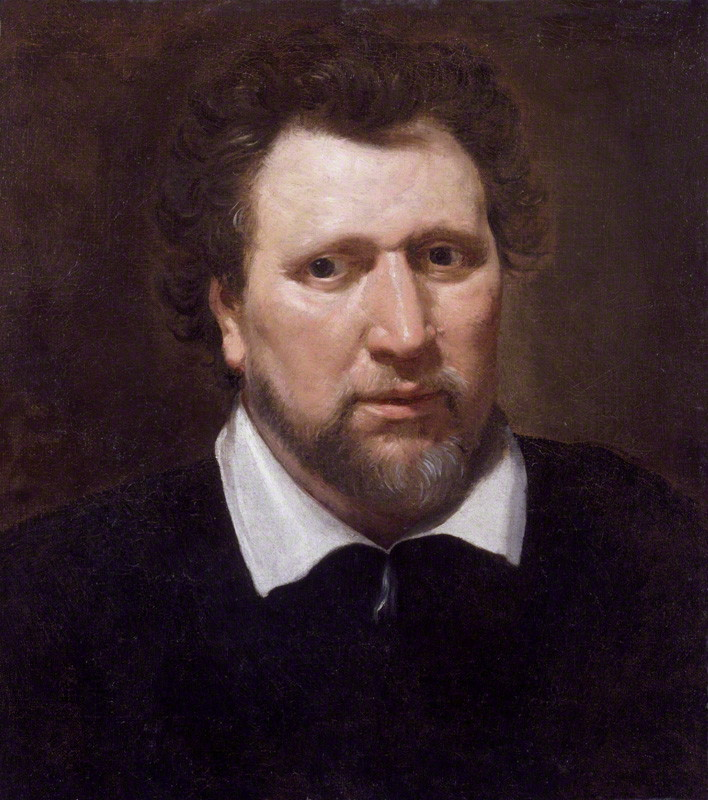
벤 존슨

극작가(劇作家)는 연극의 상연을 위해서 쓰이는 희곡의 작자를 말한다. 넓은 의미로는 텔레비전 드라마 작가나 영화 각본가 등도 극작가에 포함된다. 좁은 의미의 극작가는 희곡 작가(戱曲作家)라 부르기도 한다.
현재까지 그 작품이 남아 있는 가장 오래된 극작가는 기원전 5세기 무렵의 아이스퀼로스, 소포클레스, 에우리피데스 등 고대 그리스의 비극 작가들을 들 수 있다. 이중 소포클레스가 쓴 고대 그리스 비극인 오이디푸스 왕 등은 민음사에서 민음사 세계문학전집 《오이디푸스 왕 외》으로 출판했고, 고전학자인 강대진 선생이 헬라어에서 우리말로 번역했다.
한국문학사에서는 한문희곡인 북상기가 조선시대에 있었고, 판소리, 꼭두각시, 탈춤 등의 한민족 전통연극들이 있다. 현대문학사에서는 백릉 채만식, 동랑 유치진, 김우진 작가 등이 극작가로 활동했다. 백릉 채만식은 《당랑의 전설》(문학과지성사 한국문학전집 레디메이드 외에 수록)을 썼고, 동랑 유치진은 농민이 소재인 소, 토막 등, 김우진 작가는 이영녀라는 여성이 빈곤과 남성들의 성적인 폭력으로 인해 성매매 여성이 되고, 성매매에서 놓여난 후에도 남편에게 성적으로 착취를 당하다가 영양실조로 사망하는 비극인 《이영녀》 등을 썼다. 유치진이 쓴 소는 영화로도 만들어져서(희곡이 시나리오로 각색되어), 고 황해 배우, 허장강 배우 등이 연기했다.

## 같이 보기
- 희곡
- 각본